# 南特高等商学院
南特高等商学院是一所位于法国南特的高等商学院和大学校，与深圳大学共建有深圳南特金融科技学院，是全球仅有的1%获得商学院三重认证的商学院之一。学校招收了来自近90个国家的4,500名学士、国际硕士、专业硕士、MBA、博士学位和高管教育课程的学生。

## 历史沿革
学院成立于1900年，当时名为南特高等商业学校（École Supérieure de Commerce de Nantes, ESC-Nantes）。直到1970年，学校都坐落于一幢建筑，如今是南特市自然历史博物馆。后来，学校搬进了南特大学对面、南特市中心以北23,000米专门建造的校园。
2000年，学校更名为南特管理学院（Audencia Nantes École de Management）。 “Audencia”这个名字是两个拉丁词的混合：audientia，意思是“倾听”，以及 audacia，意为“大胆”。
2015年，学校再次获得商学院三重认证（AMBA、EQUIS、AACSB）。
2016 年，学校更名为现名南特高等商学院（Audencia Business School）。

## 伙伴院校
在法國，南特高商與南特中央理工学校（École Centrale de Nantes）和南特国立高等建筑学校（Nantes École Nationale Supérieure d'Architecture）結成聯盟，以促進工程、管理、建築和創造力，以豐富這三者的教學、研究、企業關係和國際範圍。南特高商於1972年與非法國學術機構簽署了第一份合作協議。 如今，南特高商擁有230多個國際合作夥伴。
- ：墨尔本皇家理工大学、阿德莱德大学
- 比利时：荷兰语鲁汶天主教大学
- 加拿大：女王大学、拉瓦尔大学、渥太華大學
- 日本：名古屋大學
- 中华人民共和国：北京理工大学、西南财经大学、香港理工大學
- 芬兰：阿尔托大学经济学院
- ：庆北大学
- 俄羅斯：國立高等經濟學院、圣彼得堡大学管理研究生院
- 德国：奥托贝森管理研究院、萊比錫商管研究生學院、弗赖堡大学
- 義大利：博科尼大学、罗马路易斯大学、米兰理工大学管理研究生院
- 英国：埃克塞特大学
- 美国：加利福尼亞大學柏克萊分校、波士頓大學
- 瑞典：哥德堡大学
- 西班牙：马德里卡洛斯三世大学、巴塞隆納高級管理學院
- 新西兰：坎特伯雷大学
- 荷蘭：鹿特丹管理学院、马斯特里赫特大学